# Mensch
"Mensch" is een nummer van de Duitse zanger Herbert Grönemeyer. Het nummer verscheen op zijn gelijknamige album uit 2002. Op 5 augustus van dat jaar werd het nummer uitgebracht als de eerste single van het album.

## Achtergrond
"Mensch" is geschreven en geproduceerd door Grönemeyer en Alex Silva. Grönemeyer schreef het lied in een periode waarin hij niet in het openbaar verscheen, nadat zijn vrouw en zijn broer binnen een week van elkaar overleden aan de gevolgen van kanker. In het nummer wordt de ervaring van dit verlies beschreven, maar wordt ook naar de positieve kanten van het leven gekeken: men moet doorgaan en zich niet gewonnen geven.
"Mensch" werd de eerste nummer 1-hit van Grönemeyer in zijn thuisland. Het bleef vijf weken op de bovenste plaats in de hitlijsten staan en werd meer dan driehonderdduizend keer verkocht, waardoor het een platinastatus kreeg. Ook in Oostenrijk behaalde het nummer de eerste plaats, terwijl in Zwitserland de tweede plek werd bereikt. In 2003 ontving het nummer een Duitse Echo Pop-prijs in de categorie beste single. De videoclip van het nummer is geregisseerd door de Nederlander Anton Corbijn.

## Trivia
- Tijdens een concert van BLØF op 3 en 4 februari 2004 in Rotterdam Ahoy speelde Grönemeyer zijn hit Mensch met muzikale ondersteuning van BLØF. Deze live-uitvoering is nooit officieel uitgebracht op een album, maar is wel op YouTube te vinden. Tijdens dit concert speelde Grönemeyer en BLØF ook gezamenlijk Grönemeyer's hit Halt Mich en BLØF's nummer Naam en een gezicht, waarbij Grönemeyer in het Nederlands zong.

## NPO Radio 2 Top 2000
| Nummer met noteringen in de NPO Radio 2 Top 2000 | '05  | '06 | '07 | '08 | '09 | '10 | '11 | '12 | '13 | '14 | '15 | '16  | '17  | '18  | '19  | '20  | '21  | '22  | '23  | '24  |
| ------------------------------------------------ | ---- | --- | --- | --- | --- | --- | --- | --- | --- | --- | --- | ---- | ---- | ---- | ---- | ---- | ---- | ---- | ---- | ---- |
| Mensch                                           | 1024 | 605 | 498 | 918 | 654 | 525 | 630 | 632 | 738 | 728 | 903 | 1174 | 1345 | 1644 | 1588 | 1533 | 1592 | 1707 | 1872 | 1792 |

1. ↑  Een vetgedrukt getal geeft de hoogste notering aan.
2. ↑  2005 was het eerste jaar met een notering voor dit nummer.